# Blanco de Verano
Blanco de Verano (internationaler englischsprachiger Titel Summer White) ist ein Filmdrama von Rodrigo Ruiz Patterson, das im Januar 2020 beim Sundance Film Festival seine Premiere feierte und im November 2021 in die mexikanischen Kinos kam.

## Handlung
Der 13-jährige Rodrigo ist der kleine Prinz seiner Mutter Valeria. Die beiden verbindet eine innige Beziehung. Bislang haben die beiden alleine in ihrem kleinen Haus am Stadtrand von Mexiko-Stadt gelebt. Die Dinge ändern sich, als ihr neuer Freund Fernando bei ihnen einzieht und Rodrigos Mutter versucht, sich ein neues Leben mit ihm aufzubauen. Rodrigo ist hin- und hergerissen, ob er Fernando als Teil einer neuen Familie akzeptieren kann oder ob er um den Platz an der Seite seiner Mutter kämpfen soll und damit vielleicht das neue Glück des Menschen zu zerstören, den er am meisten liebt.
Eigentlich ist Fernando ein netter Kerl, doch Rodrigo weiß nicht so recht, ob er seinen Vorschlag, die farbigen Wände in ihrem Haus weiß zu streichen, wirklich mag. Er beginnt, sich immer öfter aus dem Haus zu verziehen und Joints zu rauchen. Valeria droht damit, Rodrigo zu seinem Vater zu schicken, was für ihren Sohn die schlimmste Art von Bestrafung wäre, die er sich vorstellen kann.

## Produktion
Regie führte Rodrigo Ruíz Patterson, der gemeinsam mit Raúl Sebastian Quintanilla auch das Drehbuch schrieb.  Der Filmtitel Blanco de verano (spanisch für „Sommerweiß“) bezieht sich auf den Farbton, in dem Rodrigos Mutter auf Fernandos Vorschlag hin die Wände streicht.
Der Nachwuchsschauspieler Adrian Ross Magenty übernahm die Hauptrolle von Rodrigo, Sophie Alexander-Katz spielt seiner Mutter Valeria und Fabián Corres deren neuen Freund Fernando.
Eine erste Vorstellung des Films erfolgte am 26. Januar 2020 beim Sundance Film Festival. Ab Ende August 2020 wurde er beim Filmfestival Málaga und im September 2020 beim Zlín Film Fest vorgestellt. Im Oktober 2020 wurde er beim Internationalen Filmfestival Warschau gezeigt. Der Kinostart in Mexiko erfolgte am 18. November 2021.

## Rezeption

### Kritiken
Der Film wurde von 87 Prozent aller bei Rotten Tomatoes erfassten Kritiker positiv bewertet.

### Auszeichnungen (Auswahl)
Filmfestival Málaga 2020
- Auszeichnung mit dem Biznaga de Oro – Best Iberoamerican Film (Rodrigo Ruiz Patterson)
- Auszeichnung als Bester Nebendarsteller mit dem Silver Biznaga (Fabián Corres)
- Auszeichnung für das Beste Drehbuch (Rodrigo Ruiz Patterson und Raúl Sebastián Quintanilla)[3]

Internationales Filmfest Oldenburg 2020
- Nominierung für den Publikumspreis als Bester Independentfilm (Rodrigo Ruiz Patterson)[10]

Sundance Film Festival 2020
- Nominierung im World Cinema Dramatic Competition (Rodrigo Ruiz Patterson)